# Ni Sabata, ni Trinità, moi c'est Sartana
Pour plus de détails, voir Fiche technique et Distribution.
Ni Sabata, ni Trinità, moi c'est Sartana (La diligencia de los condenados) est un western spaghetti italo-espagnol sorti en 1970 réalisé par Juan Bosch Palau (sous le pseudonyme de John Wood).

## Synopsis
Des hommes massacrent une famille de paysans. Un passager d'une diligence est en mesure de témoigner contre les assassins qui attaquent la diligence, et prennent tous les passagers en otage. Alors arrive un ancien pistolero, Robert Walton qui prend en main la situation.

## Fiche technique
- Titre français : Ni Sabata, ni Trinità, moi c'est Sartana
- Titre original espagnol : La diligencia de los condenados
- Titre italien : Prima ti perdono... poi t'ammazzo
- Genre : Western spaghetti
- Réalisation : Juan Bosch Palau (sous le pseudo de John Wood)
- Scénario : Luciano Martino, Ignacio F. Iquino, Juliana San José de la Fuente (sous le pseudo de Jakie Kelly)
- Production : Ignacio F. Iquino pour Ifi Production S.A., Devon Film
- Photographie : Luciano Trasatti
- Montage : Eugenio Alabiso, Antonio Graciani, Luis Puigvert
- Musique : Enrique Escobar
- Maquillage : Marcella De Marzi, Francisco Manteca
- Année de sortie : 1970
- Durée : 85 minutes
- Pays de production :  Espagne,  Italie
- Distribution en Italie : Indipendenti Regionali

## Distribution
- Richard Harrison : Robert Walton
- Erika Blanc (comme Erika Blank) : Martha Walton
- Fernando Sancho : Ramón Sartana
- Bruno Corazzari : Anthony Stevens
- Gustavo Re : John McCandy
- Fernando Rubio : Pedro
- Ignasi Abadal (comme José Ignacio Abadal) : Martin LeRoy